# Gaming
Gaming är en ort och kommun  i Österrike. Den ligger i distriktet Scheibbs i förbundslandet Niederösterreich, 100 km väster om huvudstaden Wien.
Kommunen består av tio orter (Ortschaften) (inom parentes invånarantal 1 januari 2024):

- Brettl-Gaming (114)
- Gaming (1 953)
- Kienberg (439)
- Lackenhof (239)
- Langau (121)
- Nestelberg-Lackenhof (14)
- Neuhaus-Langau (6)
- Rothwald-Langau (0)
- Taschelbach-Langau (11)
- Trübenbach-Gaming (8)